# Bakerara
× Bakerara, (abreviada Bak.) en el comercio, es un híbrido intergenérico entre los géneros de orquídeas Brassia, Miltonia, Odontoglossum y Oncidium (Brs. x Milt. x Odm. x Onc.).